# José de Córdoba y Ramos
José de Córdoba y Ramos, (Utrera, 26 de setembro de 1732 — Cádiz, 3 de abril de 1815) foi um oficial naval e explorador que fez uma viagem de circum-navegação em torno do Mundo e esteve presente em diversas batalhas navais ao serviço da Armada Espanhola.

## Biografia
Nasceu no seio de uma família desde há muito ligada à Armada Espanhola, filho do oficial naval Ramón Antonio de Córdova-Lasso de la Vega y Córdova-Lasso de la Vega e de sua esposa Mariana Josefa Ramos de Garay y Mexiá, tendo assentado paraça na Armada aos 13 anos de idade.
Casou com Julia de Rojas com quem teve um filho, José de Córdoba y Rojas, comandante lealista nas guerras de independência na América espanhola, onde se destacou nas ações que decorreram na Argentina. Por via desse filho, foi avô de: Luis Fernández de Córdova, general nas Guerras Carlistas, diplomata e depois marquês de Mendigorría; e Fernando Fernández de Córdova, político que se destacou nas Guerras Carlistas e exerceu, embora efemeramente, as funções de primeiro-ministro de Espanha.

## Links
- (em castelhano) José de Córdova y Ramos: Circunvaló el globo terráqueo, article in ABC Journal, Seville edition by Ignacio Fernández Vial.
- Kurzbiographie Vizeadmiral Jose de Cordoba y Ramos de Garay